# Corozal Río
Corozal Río är en ort i Mexiko.   Den ligger i kommunen Jonuta och delstaten Tabasco, i den sydöstra delen av landet, 800 km öster om huvudstaden Mexico City. Corozal Río ligger 8 meter över havet och antalet invånare är 223.
Terrängen runt Corozal Río är mycket platt. Runt Corozal Río är det glesbefolkat, med 20 invånare per kvadratkilometer. Närmaste större samhälle är Jonuta, 16,6 km nordväst om Corozal Río. Omgivningarna runt Corozal Río är en mosaik av jordbruksmark och naturlig växtlighet.